# Eupolyodontes mitsukurii
Eupolyodontes mitsukurii is een borstelworm uit de familie Acoetidae. Het lichaam van de worm bestaat uit een kop, een cilindrisch, gesegmenteerd lichaam en een staartstukje. De kop bestaat uit een prostomium (gedeelte voor de mondopening) en een peristomium (gedeelte rond de mond) en draagt gepaarde aanhangsels (palpen, antennen en cirri).
Eupolyodontes mitsukurii werd in 1904 voor het eerst wetenschappelijk beschreven door Izuka.